# 김대열
김대열 (金大烈, 1987년 4월 12일~)는 대한민국의 전 축구 선수이자 현 축구 지도자로 현역 시절 대구 FC, 김천 상무, 대전 하나 시티즌, 천안 시티, 안산 그리너스 등에서 미드필더로 활약했으며 현재 안산 그리너스의 코치로 재직 중이다.

## 클럽
2010 K리그 드래프트를 통해 대구 FC에 입단하였다. 2010년 6월 6일 K리그 컵대회 부산 아이파크를 상대로 승리한 경기에서 프로 데뷔전을 치렀다. 이어서 7월 18일 수원 삼성 블루윙즈를 상대로 홈에서 패배한 경기에서 리그 데뷔전을 치렀다. 데뷔 시즌 총 리그 4경기에 출전하였고, 이듬해엔 7경기에 출전하였다. 2012 시즌부터는 본격적으로 주전으로 출전하며 좌우 윙어부터 중앙 미드필더까지 미드필더 전 지역의 포지션을 소화하였고, 리그 37경기에 출전하여 1골을 기록하였다.
2015 시즌을 앞두고 군 복무를 위해 상주 상무에 입단하였고, 2016시즌 말 제대해 대구로 복귀하였다.
2017 시즌을 앞두고 대전 시티즌으로 이적하였다.
2017시즌 종료 후 천안시청 축구단으로 이적하였다.
2019시즌을 앞두고 안산 그리너스 FC에 입단하며 1년만에 프로 무대에 복귀했다.
2023 시즌을 앞두고 안산의 프로팀 코치로서 선수들을 지도하며 지도자의 첫 커리어를 시작하게 된 김대열은 젊은 지도자로 선수단과 코칭스태프 사이의 ‘소통의 가교’ 역할을 맡게 되었다.

## 수상

### 클럽

#### 상주 상무
- K리그 챌린지
  - 우승 1회 : 2015

## 등번호

### K리그
- 22 (2010년 ~ 2013년,  대구 FC)
- 9 (2014년,  대구 FC)
- 34 (2015년,  상주 상무)
- 4 (2016년,  상주 상무)
- 87 (2016년,  대구 FC)
- 8 (2017년,  대전 시티즌)

### 내셔널리그
- 27 (2018년,  천안시청 축구단)

## 참고 자료
- 축구선수 김대열(네이버 인물)